# Job Sam Andy
Job Sam Andy, né le 10 août 1968, est un homme politique vanuatais.

## Biographie
Scolarisé au lycée francophone Louis-Antoine de Bougainville à Port-Vila, il travaille quelques années pour une blanchisserie, puis est employé deux ans par un garage. Il travaille ensuite plus de vingt ans comme agent commercial pour un autre garage, devenant à terme le responsable national des ventes de cette entreprise.
Aux élections législatives vanuataises de 2020, auxquelles il se présente avec l'étiquette du Parti des dirigeants, il est élu député de la circonscription de Paama au Parlement de Vanuatu. Il y est réélu lors des élections anticipées de 2022.